# Takasakiyama Natural Zoological Garden
Koordinaten: 33° 15′ 29,8″ N, 131° 31′ 58,1″ O

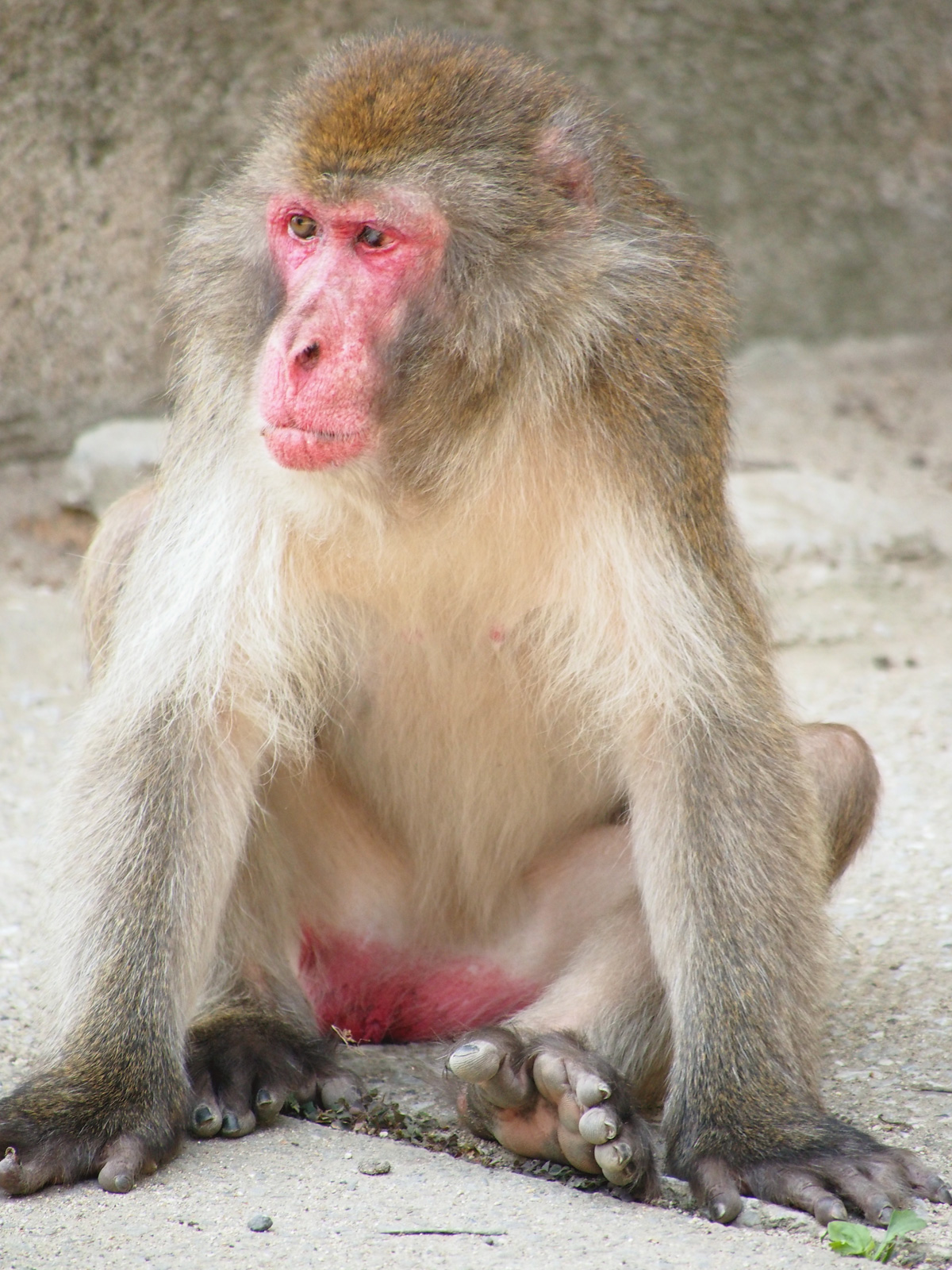
Alpha-Männchen im Zoo

Der Takasakiyama Natural Zoological Garden (englisch für jap. 高崎山自然動物園 Takasaki-yama Shizen Dōbutsuen) ist ein Zoo, der sich auf dem 628 Meter hohen Berg (-yama) Takasaki in der Stadt (-shi) Ōita in der Präfektur (-ken) Ōita auf der japanischen Insel Kyūshū an der Beppu-Bucht befindet.

## Geschichte
Anfang der 1950er Jahre war der damalige Bürgermeister der Stadt Ōita besorgt über den Schaden, den die zahlreichen Japanmakaken in den landwirtschaftlichen Betrieben rund um den Berg Takasaki-yama anrichteten. Er regte an, alle Affen an einem Ort zu sammeln und zu füttern. Diese Maßnahme erwies sich als sehr erfolgreich und im Jahr 1953 wurde der Takasakiyama Natural Zoological Garden als Touristenattraktion eröffnet. Für Besucher besteht die Möglichkeit, mit einer Einschienenbahn den hochgelegenen Zoo zu erreichen.

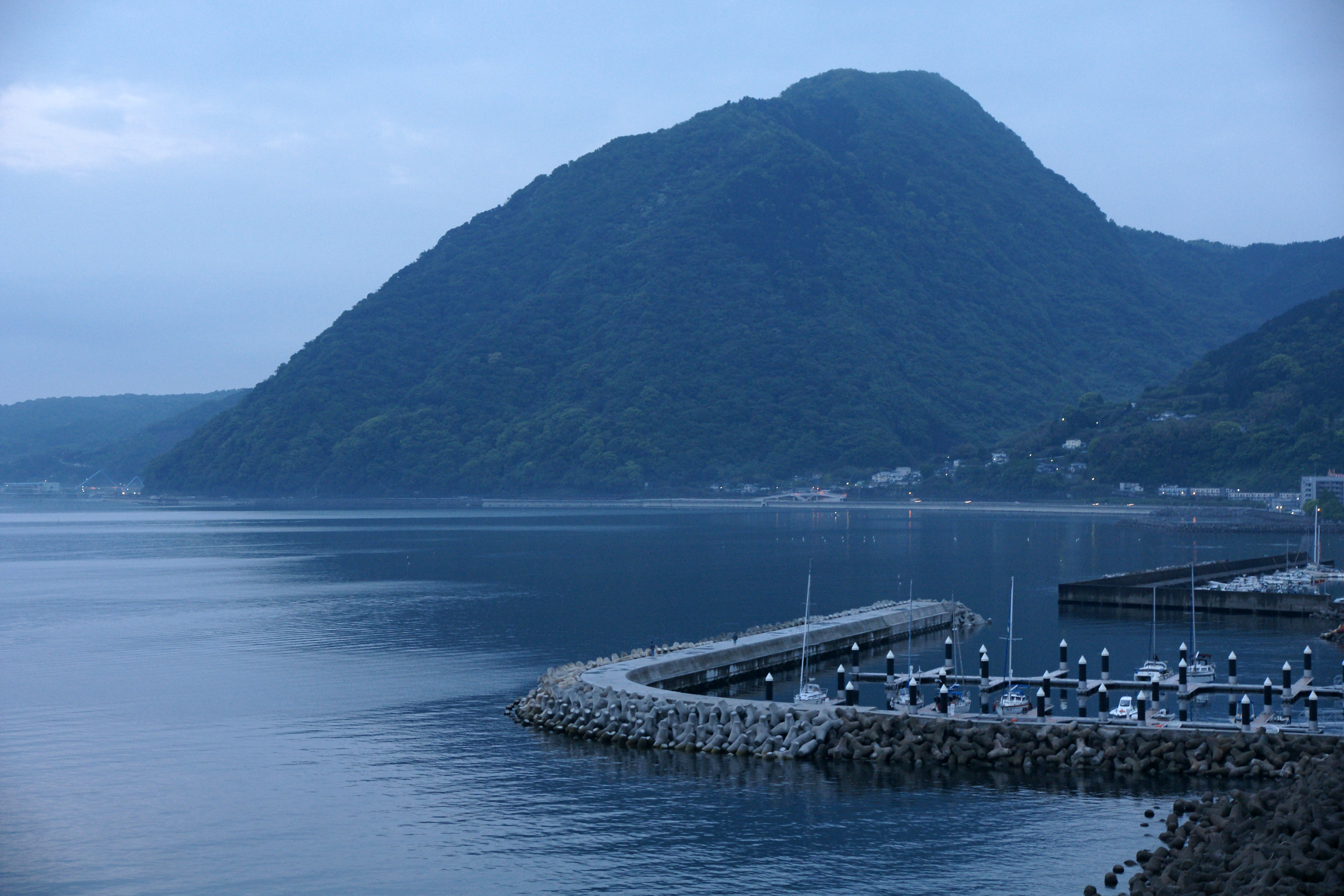
Takasaki-yama, auf dessen Spitze der Zoo liegt
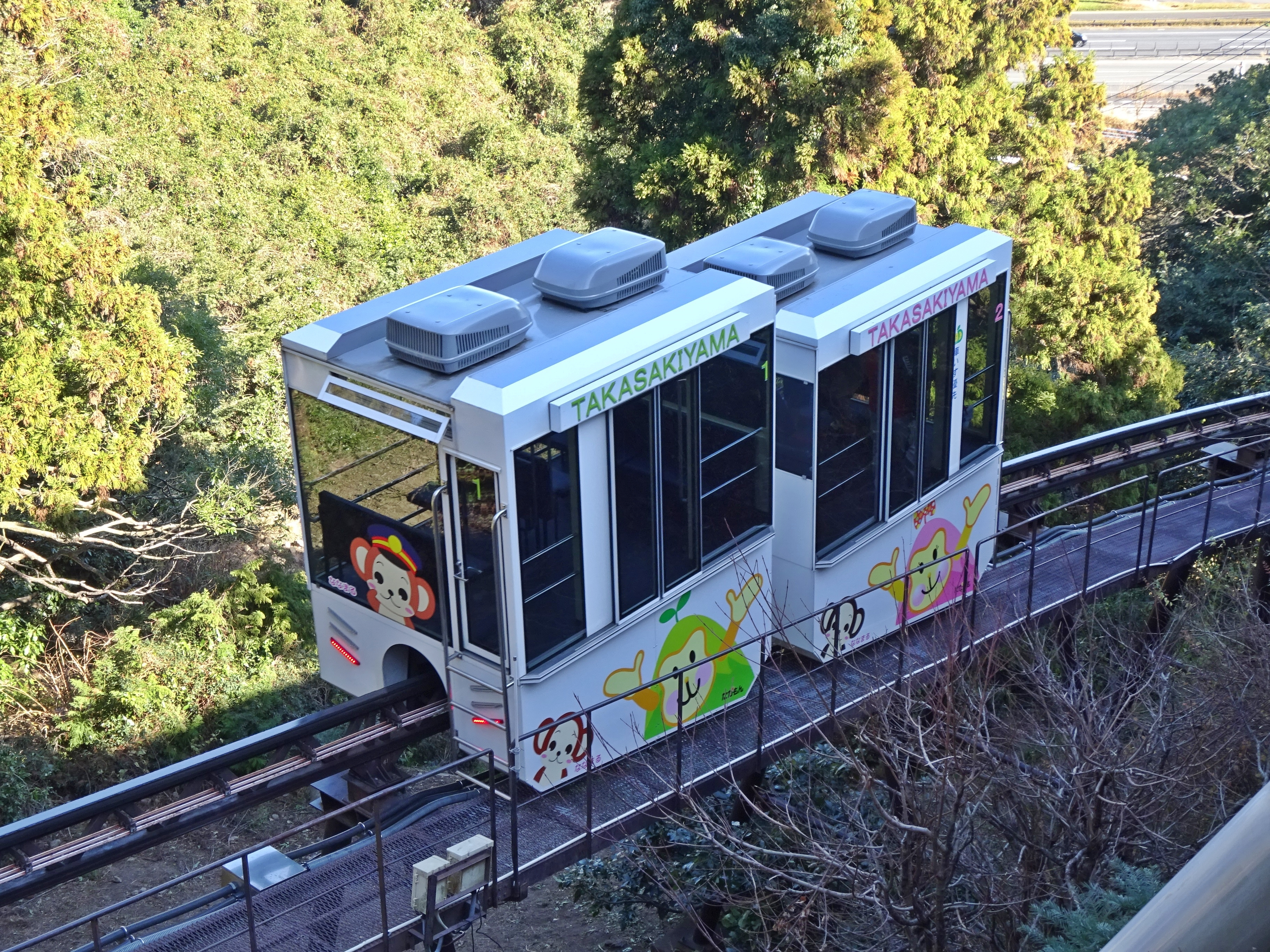
Einschienenbahn zum Zoo
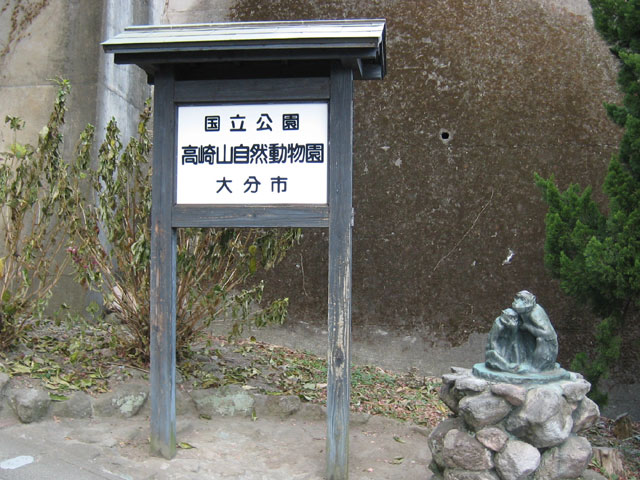
Eingang zum Zoo
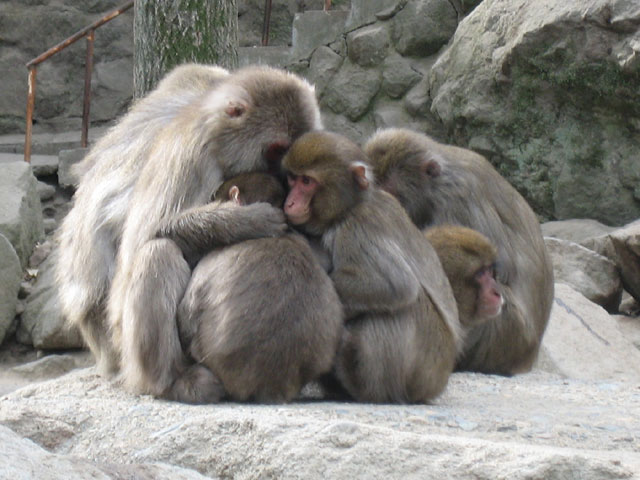
Sich wärmende Makakengruppe

## Tierbestand und Gartenordnung
Als der Zoo 1953 eröffnete, erschienen zunächst 220 Japanmakaken. Bis 1959 erhöhte sich die Anzahl wesentlich und teilte sich in drei Gruppen auf. Ab 2002 erschienen nur noch zwei große Gruppen. Jede Gruppe wird von einem Alphatier angeführt, das entweder ein Weibchen oder ein Männchen sein kann. Die inzwischen auf rund 1200 Tiere angewachsene Gesamtindividuenzahl wird täglich von Tierpflegern mit Weizen, Mais und Süßkartoffeln gefüttert. Die Tiere erscheinen zu den Fütterungszeiten und nehmen die auf dem Erdboden verteilte Nahrung auf. Die Besucher befinden sich in unmittelbarer Nähe der Tiere, Absperrgitter sind nicht vorhanden. Die Zooverwaltung weist darauf hin, dass die Affen sehr neugierig sind, weshalb besonders auf Brillen, Schlüssel, Geldbörsen, Brieftaschen, Mobiltelefone und Tascheninhalte zu achten ist, die von den Tieren gerne entwendet werden. Zum Schutz der Tiere besagt die Gartenordnung, die Affen nicht zu berühren, nicht zu reizen, keine feste oder flüssige Nahrung zu reichen, den Tieren nicht direkt in die Augen zu sehen und Kinder stets unter Aufsicht zu halten.